# Беднаже (Лодзинське воєводство)
Беднаже (пол. Bednarze) — село в Польщі, у гміні Щерцув Белхатовського повіту Лодзинського воєводства.
Населення — 42 особи (2011).
У 1975-1998 роках село належало до Пйотрковського воєводства.

## Демографія
Демографічна структура станом на 31 березня 2011 року:
|          | Загалом | Допрацездатний вік | Працездатний вік | Постпрацездатний вік |
| -------- | ------- | ------------------ | ---------------- | -------------------- |
| Чоловіки | 25      | 3                  | 17               | 5                    |
| Жінки    | 17      | 3                  | 10               | 4                    |
| Разом    | 42      | 6                  | 27               | 9                    |